# René Gillard
René Gillard (ur. 11 listopada 1920) – belgijski piłkarz grający na pozycji obrońcy. Był reprezentantem Belgii.

## Kariera klubowa
Całą swoją karierę piłkarską Gillard spędził w klubie Standard Liège, w którym sezonie 1939/1940 zadebiutował w pierwszej lidze belgijskiej i grał w nim do końca sezonu 1949/1950.

## Kariera reprezentacyjna
W reprezentacji Belgii Gillard zadebiutował 13 marca 1949 w zremisowanym 3:3 meczu towarzyskim meczu z Holandią, rozegranym w Amsterdamie. W kadrze narodowej rozegrał 6 meczów, wszystkie w 1949.